# Дейлі сайнс фікшн
Daily Science Fiction — це електронний та онлайн-журнал, присвячений публікації науково-фантастичних творів, заснований у 2010 році. Згідно з назвою, це щоденне видання, яке виходить кожного буднього дня під редакцією Джонатана Ладена та Мішеля Барассо.
11 серпня 2022 року засновники Мішель і Джонатан оголосили, що випуск бюлетеня буде тимчасово призупинено, починаючи з середини грудня. Інформаційний бюлетень від 9 січня 2023 року є останнім, надрукованим перед початком перерви.

## Персонал
- Мішель-Лі Барассо, засновник, видавець, головний редактор
- Джонатан Ладен, засновник, видавець, головний редактор
- Електра Хаммонд, редактор
- Рейчел Макдональд, редактор
- Сара Овераль, редактор
- Браян Вайт, редактор

## Видатні автори
Серед відомих авторів, які публікувалися в журналі:
 
- Вільям Артур
- Брюс Бостон
- Пол Ді Філіппо
- Каріна Фабіан
- JG Faherty
- Юджі Фостер
- Ніна Кірікі Хоффман
- Ерік Горвіц
- Стівен Джоллі
- Джеймс Патрік Келлі
- Мері Робінет Коваль
- Джей Лейк
- Девід Д. Левін
- Шеллі Лі
- Кен Лю
- Сандра Макдональд
- Вілл Макінтош
- Стівен Попкс
- Тім Пратт
- Кіт Рембо
- Роберт Рід
- Майк Резнік
- Рамон Розас III
- Джейсон Сенфорд
- Ерік Джеймс Стоун
- Lavie Tidhar
- Грег ван Ехаут
- Джеймс Ван Пелт
- Майкл Велла
- Леслі Ват
- Caroline M. Yoachim